# خیال روی تو در هر طریق همره ماست
غزلی با مطلع « خیالِ رویِ تو در هر طریق همرهِ ماست »، غزل شمارهٔ ۲۳ از دیوانِ حافظ در تصحیحِ محمد قزوینی و قاسم غنی است.